# أترازين
الأترازين (بالإنجليزية:  Atrazine)‏ مبيد أعشاب من فئة التريازين. يتم استخدامه عن طريق الرش لمنع ظهور الأعشاب الطفيلية وعريضة الأوراق في محاصيل مثل الذرة وقصب السكر وعلى العشب، مثل ملاعب الجولف والمروج السكنية. استخدم الاترازين أول مرة في عام 1959 وكانت الشركة السويسرية سيجينتا قد طرحته في الأسواق ولقي رواجا فأصبح أحد أكثر مبيدات الأعشاب استخدامًا في الولايات المتحدة  وفي الزراعة الأسترالية.
اعتبارًا من 2001، صنف الأترازين كأحد أكثر الآفات المكتشفة شيوعًا في تلوث مياه الشرب في الولايات المتحدة.
حظر الاتحاد الأوروبي الأترازين في عام 2004، عندما أثبتت الأبحاث تجاوز مستويات المياه الجوفية للحدود التي وضعها المنظمون.

## الاستخدامات
الأترازين هو مبيد أعشاب يتم استخدامه عن طريق الرش لوقف ظهور الأعشاب عريضة الأوراق والعشبية قبل وبعد ظهورها في محاصيل مثل الذرة الرفيعة والذرة وقصب السكر والترمس والصنوبر والكافور ومزارع الكانولا التي تتحمل التريازين.
في الولايات المتحدة اعتبارًا من عام 2014، كان الأترازين ثاني أكثر مبيدات الأعشاب استخدامًا بعد الغليفوسات،  مع 76 مليون رطل (34×103 طن) منها مطبقة كل عام. ولا يزال الأترازين أحد أكثر مبيدات الأعشاب استخدامًا في الزراعة الأسترالية. تم تقدير تأثيره على غلات الذرة من 1٪ إلى 8٪، مع استنتاج 3-4٪ من مراجعة اقتصادية واحدة. في دراسة أخرى تبحث في البيانات المجمعة من 236 تجربة ميدانية جامعية للذرة من 1986 إلى 2005، أظهرت علاجات الأترازين متوسط 5.7 بوشل أكثر لكل فدان (~ 400 كجم لكل هكتار) من العلاجات البديلة بمبيدات الأعشاب. تم تقدير التأثيرات على محصول الذرة بنسبة تصل إلى 20 ٪، ويرجع ذلك جزئيًا إلى عدم وجود منتجات بديلة لمكافحة الحشائش يمكن استخدامها في الذرة الرفيعة.

## الكيمياء والكيمياء الحيوية
تم اكتشاف الأترازين في عام 1958 في مختبرات نوفارتس باعتباره الثاني من سلسلة مكونة من 1,3,5-تريازين.
يتم تحضير الأترازين من كلوريد السيانوريك، والذي يتم معالجته بالتتابع باستخدام إيثيل أمين وإيزوبروبيل أمين. يعمل الأترازين، مثله مثل مبيدات الأعشاب الأخرى من التريازين، من خلال الارتباط بالبروتين المرتبط بالبلاستوكينون في النظام الضوئي الثاني، والذي تفتقر إليه الحيوانات. ينتج موت النبات عن الجوع والأضرار التأكسدية الناتجة عن انهيار عملية نقل الإلكترون. يتم تسريع الضرر التأكسدي عند شدة الضوء العالية.
تشمل تأثيرات الأترازين على البشر والحيوانات بشكل أساسي نظام الغدد الصماء. تشير الدراسات إلى أن الأترازين هو أحد عوامل اضطراب الغدد الصماء التي يمكن أن تسبب اختلال التوازن الهرموني.
وجد العلماء أن الأترازين سيكون بمثابة ناهض لمستقبلات هرمون الاستروجين 1 المقترن بالبروتين G. حيث ثبت أن الأترازين يرتبط تساهميًا (يتفاعل كيميائيًا مع) عدد كبير من بروتينات الثدييات.

## بيئة

### المستويات
تمت مراقبة تلوث الأترازين بالمياه السطحية (البحيرات والأنهار والجداول) في الولايات المتحدة من قبل وكالة حماية البيئة وتجاوز باستمرار مستويات القلق في مستجمعي مياه ميسوري وواحد في نبراسكا. وجدت مراقبة مستويات الأترازين في أنظمة المياه المجتمعية في 31 ولاية عالية الاستخدام أن المستويات تجاوزت مستويات القلق لتعرض الرضع خلال سنة واحدة على الأقل بين عامي 1993 و2001 في 34 من 3670 شبكة مياه مجتمعية تستخدم المياه السطحية، وليس في أي من 14500 مجتمع. أنظمة المياه باستخدام المياه الجوفية. وجدت بيانات مراقبة المياه السطحية من 20 استخدامًا مرتفعًا للأترازين مستجمعات المياه أن مستويات أترازين الذروة تصل إلى 147 جزءًا في المليار، مع متوسطات يومية في جميع الحالات أقل من 10 أجزاء في المليار.

### التحلل البيولوجي

التحلل البيولوجي للأترازين - مسار أترازين كلوروهيدولاز

يبقى الأترازين في التربة لمدة شهور (على الرغم من أن بعض أنواع التربة يمكن أن تستمر لمدة 4 سنوات على الأقل) ويمكن أن تهاجر من التربة إلى المياه الجوفية؛ مرة واحدة في المياه الجوفية، يتحلل ببطء. تم اكتشافه في المياه الجوفية عند مستويات عالية في بعض مناطق الولايات المتحدة حيث يتم استخدامه في بعض المحاصيل والعشب. تعرب وكالة حماية البيئة الأمريكية عن قلقها بشأن تلوث المياه السطحية (البحيرات والأنهار والجداول).
يتحلل الأترازين في التربة بشكل أساسي بفعل الميكروبات. يتراوح عمر النصف للأترازين في التربة من 13 إلى 261 يومًا. يمكن أن يحدث التحلل البيولوجي للأترازين من خلال مسارين معروفين:
1. يتبع التحلل المائي لرابطة C-Cl مجموعة الإيثيل والأيزوبروبيل، التي يتم تحفيزها بواسطة إنزيمات الهيدرولاز المسماة AtzA وAtzB وAtzC. المنتج النهائي لهذه العملية هو حمض السيانوريك، وهو نفسه غير مستقر فيما يتعلق بالأمونيا وثاني أكسيد الكربون. أفضل الكائنات الحية المميزة التي تستخدم هذا المسار هي Pseudomonas sp. سلالة ADP.
2. يعطي نزع الألكلة للمجموعات الأمينية 2-chloro-4-hydroxy-6-amino-1,3,5-triazine، والذي يعتبر تحللها غير معروف. يحدث هذا المسار أيضًا في أنواع Pseudomonas، بالإضافة إلى عدد من البكتيريا.[22][23]

تتأثر معدلات التحلل البيولوجي بانخفاض ذوبان الأترازين؛ وبالتالي قد تزيد المواد الخافضة للتوتر السطحي من معدل التحلل. على الرغم من أن شقتي الألكيل تدعمان بسهولة نمو بعض الكائنات الحية الدقيقة، إلا أن حلقة الأترازين تعد مصدرًا ضعيفًا للطاقة بسبب الحالة المؤكسدة لكربون الحلقة. في الواقع، يشتمل المسار الأكثر شيوعًا لتحلل الأترازين على حمض السيانوريك الوسيط، حيث يتأكسد الكربون بالكامل، وبالتالي فإن الحلقة هي مصدر نيتروجين للكائنات الحية الدقيقة الهوائية. يمكن تقويض الأترازين كمصدر للكربون والنيتروجين في البيئات المختزلة، وقد ثبت أن بعض مُحللات الأترازين الهوائية تستخدم المركب للنمو تحت نقص الأكسجين في وجود النترات كمستقبل للإلكترون،  وهي عملية يشار إليها باسم نزع النتروجين. عند استخدام الأترازين كمصدر للنيتروجين لنمو البكتيريا، يمكن تنظيم التحلل من خلال وجود مصادر بديلة للنيتروجين. في المزارع النقية للبكتيريا المهينة للأترازين، وكذلك مجتمعات التربة النشطة، يتم استيعاب النيتروجين الدائري للأترازين، ولكن ليس الكربون، في الكتلة الحيوية الميكروبية. يمكن لتركيزات الجلوكوز المنخفضة أن تقلل من التوافر البيولوجي، في حين أن التركيزات الأعلى تعزز هدم الأترازين.
تم العثور على جينات الإنزيمات AtzA-C لتكون محفوظة بشكل كبير في الكائنات الحية المهينة للأترازين في جميع أنحاء العالم. في Pseudomonas sp. ADP، توجد جينات Atz بشكل غير متصل على بلازميد مع الجينات لتقويض الزئبق. تم العثور على جينات AtzA-C أيضًا في بكتيريا إيجابية الجرام، ولكنها موجودة في الكروموسومات. تشير عناصر الإدخال التي تحيط بكل جين إلى أنها تشارك في تجميع هذا المسار التقويضي المتخصص. يوجد خياران لتحلل الأترازين باستخدام الميكروبات أو القياس الحيوي أو التحفيز الحيوي. تشير الأبحاث الحديثة إلى أن التكيف الميكروبي مع الأترازين قد حدث في بعض المجالات حيث يتم استخدام مبيدات الأعشاب بشكل متكرر، مما أدى إلى تحلل حيوي أسرع. مثل مبيدات الأعشاب trifluralin والألاكلور، يكون الأترازين عرضة للتحول السريع في وجود طين التربة الحاملة للحديد، مثل السمكتايت الحديدية. في البيئات الطبيعية، يتم تقليل بعض المعادن الحاملة للحديد بواسطة بكتيريا معينة في غياب الأكسجين، وبالتالي يُنظر إلى التحول غير الحيوي لمبيدات الأعشاب عن طريق انخفاض المعادن على أنه «مستحث بالميكروبات».

### التحلل الضوئي
في عام 2016، أثبتت الدراسات فاعلية الأشعة فوق البنفسجية وتأثيرها على النباتات وتم استخدامها لتقليل أو إزالة مركبات فئة الأترازين أو الملوثات الناشئة المماثلة، في النفايات السائلة.

## الآثار الصحية

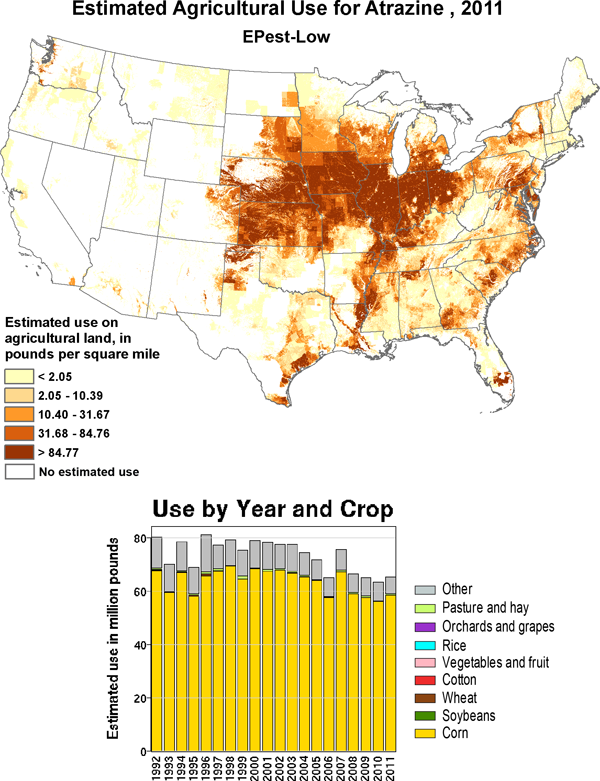
يستخدم الأترازين بالجنيه لكل ميل مربع حسب المقاطعة. الأترازين هو أحد أكثر مبيدات الأعشاب شيوعًا في الولايات المتحدة.

وفقًا لشبكة Extension Toxicology Network في الولايات المتحدة، "الجرعة المميتة المتوسطة عن طريق الفم أو LD50
```
للأترازين هي 3090 مجم / كجم في 
الفئران
، و1750 مجم / كجم في 
الفئران
، و750 مجم / كجم في 
الأرانب
، و1000 مجم / كجم في الهامستر. إن الجرعة المميتة 
50
 عن طريق الجلد في الأرانب هي 7500 مجم / كجم وأكبر من 3000 مجم / كجم في الجرذان. يكون التركيز المميت 
النصفي
 عند الاستنشاق لمدة ساعة واحدة أكبر من 0.7 ملغم / لتر في الجرذان. إن الجرعة المميتة المميتة 
50
 عند الاستنشاق لمدة 4 ساعات هي 5.2 ملغم / لتر في الفئران ". الحد الأقصى لمستوى الملوثات 0.003
 
مجم / لتر والجرعة المرجعية 0.035
 
ملغم / كغم / يوم.
[
31
]
```

### الثدييات
ذكرت مراجعة في سبتمبر 2003 من قبل وكالة المواد السامة وسجل الأمراض (ATSDR) أن الأترازين "قيد المراجعة حاليًا لإعادة تسجيل مبيدات الآفات من قبل وكالة حماية البيئة بسبب المخاوف من أن الأترازين قد يسبب السرطان"، ولكن لم تتوفر معلومات كافية لـ " اذكر بالتأكيد ما إذا كان يسبب السرطان لدى البشر ". وفقًا لوكالة ATSDR، فإن إحدى الطرق الأساسية التي يمكن أن يؤثر بها الأترازين على صحة الشخص هي "عن طريق تغيير الطريقة التي يعمل بها الجهاز التناسلي. وجدت الدراسات التي أجريت على الأزواج الذين يعيشون في المزارع التي تستخدم الأترازين لمكافحة الحشائش زيادة في خطر الولادة المبكرة، ولكن يصعب تفسير هذه الدراسات لأن معظم المزارعين كانوا رجالًا ربما تعرضوا لعدة أنواع من المبيدات. تتوفر معلومات قليلة فيما يتعلق بالمخاطر التي يتعرض لها الأطفال، ولكن "التعرض الداخلي للأترازين في مياه الشرب مرتبط بانخفاض وزن الجنين وعيوب في القلب والجهاز البولي والأطراف لدى البشر". يبدو أن حدوث عيب خلقي يُعرف باسم الانقسام المعدي أعلى في المناطق التي ترتفع فيها مستويات الأترازين في المياه السطحية خاصة عند حدوث الحمل في الربيع، وهو الوقت الذي يتم فيه استخدام الأترازين بشكل شائع.
صنفت الوكالة الدولية لأبحاث السرطان التابعة لمنظمة الصحة العالمية الأترازين على أنه «لا يمكن تصنيفه على أنه مادة مسرطنة للإنسان» (المجموعة 3).
قررت وكالة حماية البيئة في عام 2003 «أن الأترازين ليس من المرجح أن يسبب السرطان لدى البشر».
في عام 2006، صرحت وكالة حماية البيئة أن «المخاطر المرتبطة بمخلفات المبيدات تشكل يقينًا معقولاً بعدم وجود ضرر».
في عام 2007، قالت وكالة حماية البيئة، «تشير الدراسات حتى الآن إلى أن الأترازين هو أحد عوامل اختلال الغدد الصماء». ترتبط الآثار المترتبة على صحة الأطفال بالتأثيرات أثناء الحمل وأثناء النمو الجنسي، على الرغم من توفر القليل من الدراسات. في الأشخاص، ارتبطت مخاطر الولادة المبكرة وتأخر النمو داخل الرحم بالتعرض. تبين أن التعرض للأترازين يؤدي إلى تأخير أو تغييرات في تطور البلوغ في إناث الجرذان؛ وقد لوحظت نتائج متضاربة في الذكور. أظهرت الفئران الذكور التي تعرضت عن طريق لبن الأمهات المعرضات عن طريق الفم مستويات أعلى من التهاب البروستاتا عند البالغين؛ كما لوحظت تأثيرات مناعية في ذكور الجرذان التي تعرضت للرحم أو أثناء الرضاعة. فتحت وكالة حماية البيئة مراجعة جديدة في عام 2009  خلصت إلى أن «الأسس العلمية للوكالة لتنظيمها للأترازين قوية وتضمن الوقاية من مستويات التعرض التي يمكن أن تؤدي إلى تأثيرات على الإنجاب لدى البشر.»  قالت ديبورا أ. كوري-سليشتا، الأستاذة في جامعة روتشستر في نيويورك في عام 2014، «الطريقة التي تختبر بها وكالة حماية البيئة المواد الكيميائية يمكن أن تقلل إلى حد كبير من المخاطر». درست تأثيرات الأترازين على الدماغ وتعمل في المجلس الاستشاري العلمي لوكالة حماية البيئة. وأضافت قائلة: «ما زالت هناك كمية ضخمة لا نعرفها عن الأترازين».
ذكر تقرير لمجلس الدفاع عن الموارد الطبيعية من عام 2009 أن وكالة حماية البيئة تتجاهل تلوث الأترازين في المياه السطحية ومياه الشرب في وسط الولايات المتحدة.
خلصت مراجعة عام 2011 لعلم السموم التناسلية للثدييات للأترازين التي أجريت بالاشتراك مع منظمة الصحة العالمية ومنظمة الأغذية والزراعة للأمم المتحدة إلى أن الأترازين ليس ماسخًا. شوهدت التأثيرات الإنجابية في الجرذان والأرانب فقط عند الجرعات السامة للأم. تضمنت الآثار الضارة الملحوظة في الفئران ارتشاف الجنين بمعدلات (بجرعات > 50 ملغم / كغم في اليوم)، يؤخر النمو الجنسي لدى إناث الجرذان (بجرعات > 30 ملغم / كغم في اليوم)، ونقص الوزن عند الولادة (بجرعات > 3.6 ملغم / كغم يوميا).
قامت مراجعة منهجية عام 2014، بتمويل من الشركة المصنعة للأترازين Syngenta، بتقييم علاقتها بمشاكل الصحة الإنجابية. استنتج المؤلفون أن جودة معظم الدراسات كانت ضعيفة وبدون بيانات جيدة، كان من الصعب تقييم النتائج، على الرغم من أنه لوحظ أنه لم يتم العثور على فئة واحدة من نتائج الحمل السلبية بشكل ثابت عبر الدراسات. استنتج المؤلفون أن العلاقة السببية بين الأترازين ونتائج الحمل الضائرة لم يكن لها ما يبررها بسبب رداءة جودة البيانات وعدم وجود نتائج قوية عبر الدراسات. لم تشارك Syngenta في تصميم البيانات أو جمعها أو إدارتها أو تحليلها أو تفسيرها ولم تشارك في إعداد المخطوطة.

### البرمائيات
يُشتبه في أن الأترازين مادة مسخية، حيث أفادت بعض الدراسات عن التسبب في إزالة الذكورة في ذكور الضفادع النمرية الشمالية حتى بتركيزات منخفضة،  ومسببة لاضطراب الغدد الصماء. وجدت دراسة أجريت عام 2002 من قبل Tyrone Hayes، من جامعة كاليفورنيا، بيركلي، أن التعرض تسبب في تحول ذكور الضفادع الصغيرة إلى خنثى - ضفادع لها خصائص جنسية ذكورية وأنثوية. ومع ذلك، لم يكن من الممكن تكرار هذه الدراسة،  وخلصت مراجعة أجرتها وكالة حماية البيئة عام 2003 لهذه الدراسة إلى أن الاكتظاظ وتقنيات معالجة العينات المشكوك فيها وفشل المؤلفين في الكشف عن التفاصيل الرئيسية بما في ذلك أحجام العينات وتأثيرات الاستجابة للجرعة، وتنوع الآثار المرصودة جعل من الصعب تقييم مصداقية الدراسة وأهميتها البيئية. دراسة عام 2005، التي طلبتها وكالة حماية البيئة وأجريت تحت إشراف وتفتيش وكالة حماية البيئة، لم تتمكن من إعادة إنتاج نتائج Hayes´.
فحصت اللجنة الاستشارية العلمية لوكالة حماية البيئة الدراسات ذات الصلة وخلصت في عام 2010 إلى أن «الأترازين لا يؤثر سلبًا على تطور الغدد التناسلية البرمائية بناءً على مراجعة الدراسات المختبرية والميدانية». وأوصى بتصميم الدراسة المناسب لمزيد من التحقيق. وفقًا لمتطلبات وكالة حماية البيئة (EPA)، أجريت تجربتان في إطار الممارسات المعملية الجيدة (GLP) وتم فحصهما من قبل وكالة حماية البيئة والسلطات التنظيمية الألمانية، وخلصتا إلى أن «التعرض طويل الأمد لليرقات X. laevis للأترازين بتركيزات تتراوح من 0.01 إلى 100 ميكروغرام. / ل لا يؤثر على النمو أو تطور اليرقات أو التمايز الجنسي». استشهد تقرير عام 2008 بالعمل المستقل للباحثين في اليابان، الذين لم يتمكنوا من تكرار عمل هايز. «لم يجد العلماء أي ضفادع خنثى، ولا زيادة في الأروماتاز كما تم قياسه بواسطة تحريض أروماتاز mRNA، ولا زيادة في فيتيلوجينين، وهو علامة أخرى على التأنيث.» 
فحصت دراسة أجريت عام 2007 الأهمية النسبية لتركيزات الأترازين ذات الصلة بالبيئة على دفاع الشرغوف ضد العدوى. كانت النتيجة الأساسية التي توصل إليها البحث هي أن قابلية الضفادع الصغيرة للعدوى بواسطة E. trivolvis تزداد فقط عندما يتعرض المضيفون لتركيز أترازين قدره 30. ملغم / لتر وليس 3 ملغم / لتر.
أفادت دراسة أجريت عام 2008 أن الضفادع الصغيرة طورت قلوبًا مشوهة وضعفًا في الكلى والجهاز الهضمي عند تعرضها بشكل مزمن لتركيزات الأترازين البالغة 10 جزء في المليون في مراحل حياتها المبكرة. قد يكون سبب تشوه الأنسجة هو موت الخلايا المبرمج خارج الرحم، على الرغم من عدم تحديد آلية.
في عام 2010، خلصت هيئة مبيدات الآفات والأدوية البيطرية الأسترالية (APVMA) مبدئيًا إلى أن الأترازين البيئي «عند مستويات التعرض الحالية» لا يؤثر على مجموعات البرمائيات في أستراليا بما يتفق مع نتائج وكالة حماية البيئة لعام 2007. ردت APVMA على ورقة Hayes المنشورة عام 2010،  أن النتائج التي توصل إليها «لا تقدم أدلة كافية لتبرير إعادة النظر في اللوائح الحالية التي تستند إلى مجموعة بيانات واسعة للغاية.» 
ناقش مقال نشرته وكالة حماية البيئة عام 2015 تضارب Hayes / Syngenta لتوضيح كل من تضارب المصالح المالية وغير المالية. وخلص المؤلفون إلى أن «تصريحات هايز وسينجينتا تشير إلى أن اختلافاتهم العلمية قد طورت جانبًا شخصيًا يلقي بظلال من الشك على موضوعيتهما العلمية».

### دعوى جماعية
في عام 2012، أقيمت دعوى قضائية جماعية ضد شركة سينجينتا، الشركة المصنعة للأترازين، تتعلق بمستويات الأترازين في إمدادات المياه البشرية. وافقت شركة سينجينتا على دفع 105 ملايين دولار لتعويض أكثر من ألف شبكة مياه عن «تكلفة تصفية الأترازين من مياه الشرب». ونفت الشركة ارتكاب أي مخالفات.